# 福山梨乃
福山 梨乃（ふくやま りの、1997年〈平成9年〉12月24日 - ）は、日本の女性アイドル。女性アイドルグループ・CANDY TUNEのメンバー。Anchor Lady、アキシブprojectの元メンバー。愛称は「りのまる」。アソビシステム所属。

## 略歴
2017年7月27日、AKIBAカルチャーズ劇場で開催された「デビュー直前アイドル4組新人公演～真夏のシンデレラたち～2017」でAnchor Ladyのメンバーとしてデビュー（当時の名義は「芹山梨乃」）。2018年1月31日をもって全員卒業。
卒業後、アキシブproject新メンバーオーディションに参加。2018年6月10日、代アニLIVEステーションで開催された結果発表イベントで加入が決定。同年7月1日、由比ガ浜・SUMMER & IDOLで新体制お披露目。2022年8月17日、「アキシブproject現体制終了ライブ」（横浜1000 CLUB）にてグループを卒業。
2022年12月14日、アソビシステムのKAWAII LAB.からデビューする新グループ（CANDY TUNE）のメンバーとなることが発表。2023年3月14日、「KAWAII LAB. SESSION 〜CANDY TUNE〜」（Spotify O-EAST）にてお披露目。

## 人物・エピソード

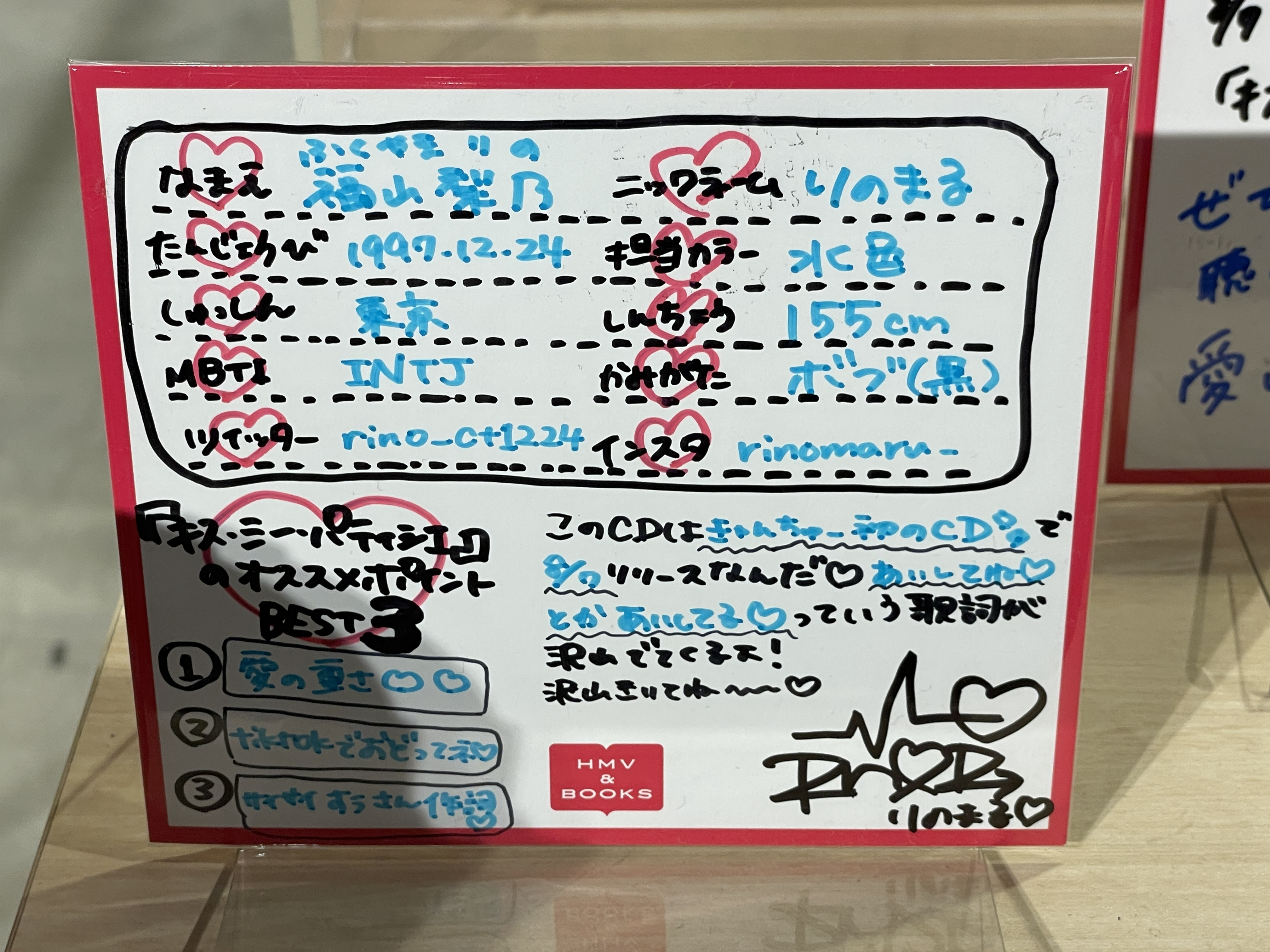
CANDY TUNEとしてのシングルCD「キス・ミー・パティシエ」をPRした福山梨乃のサイン
（2024年8月6日・HMV BOOKS&SHIBUYAにて）

10歳から12歳のときにアメリカ合衆国に在住しており英語は堪能。アキシブproject在籍中の2020年3月に上智大学外国語学部英語学科を卒業している。
ダンス歴は20年。Anchor Lady時代からハコイリ♡ムスメなどアイドルグループの振り付けを担当していた。
バスケットボールの競技経験はないが、東京2020オリンピック・女子バスケットボールの日本対ベルギー戦を見てその魅力にハマり、日本バスケットボール協会 (JBA) 公認E級審判ライセンスを取得している。
CANDY TUNE結成時、最初に発表されたメンバーのうちの一人である。